# Vyšná Jablonka
Vyšná Jablonka (in ungherese Felsőalmád) è un comune della Slovacchia facente parte del distretto di Humenné, nella regione di Prešov.